# Influenzavírus B
Influenzavirus B é um género da família de vírus Orthomyxoviridae que provoca a gripe. A única espécie deste género é denominada vírus influenza B. As únicas espécies que se sabe serem infetadas pelo vírus são os seres humanos e as focas.
É possível, que a estirpe B/Yamagata se haja extinguido, durante a pandemia de COVID-19.